# Quatermass and the Pit (Fernsehserie)
Quatermass and the Pit (deutsch: „Quatermass und die Grube“) ist eine britische Science-Fiction-Fernsehserie von 1958/59, die Live ausgestrahlt wurde. Zusammen mit The Quatermass Experiment und Quatermass II bildet sie eine lose Trilogie um den von Nigel Kneale geschaffenen Charakter des Professors Bernard Quatermass. Hintergrund der Handlung ist unter anderem das Thema der Prä-Astronautik. Die Serie war Vorbild für den Spielfilm Das grüne Blut der Dämonen von 1967. Die sechste und letzte Episode, Hob, hatte rund elf Millionen Zuschauer und war zu diesem Zeitpunkt die BBC-Sendung mit der höchsten Einschaltquote.

## Handlung
Bei Bauarbeiten im Londoner Stadtteil Knightsbridge stoßen Arbeiter in der fiktiven Hobb’s Lane auf den Schädel eines Affenmenschen. Das nahezu vollständig erhaltene Skelett wird durch den Paläontologen Matthew Roney und seine Chef-Assistentin Barbara Judd untersucht und rekonstruiert. Roney erkennt, dass es sich um die Überreste eines bislang unbekannten Vormenschen handelt, dessen Alter er auf fünf Millionen Jahre schätzt.
Der Fundort wird zu einer großen Grube ausgebaut, in der von Roney und seinen Mitarbeitern nach weiteren Skeletten gesucht wird. Als sie tiefer graben, stoßen sie auf ein großes technisches Objekt, das sie für eine deutsche Fliegerbombe aus dem Zweiten Weltkrieg halten. Das alarmierte Bombenräumkommando unter Captain Potter stellt jedoch fest, dass das Objekt antimagnetisch ist und daher nicht aus Metall sein kann. Außerdem fehlen ihm bestimmte Konstruktionsmerkmale deutscher Bomben.
Währenddessen findet in Whitehall im Kriegsministerium (War Office) eine Konferenz unter Führung des Ministers statt, an der auch der Physiker Professor Bernard Quatermass teilnimmt. Quatermass ist der Erfinder und Organisator der britischen Raketengruppe (rocket group), deren Ziel die zivile Raumfahrt ist. Auf der Konferenz macht der Minister jedoch Quatermass klar, dass in Zukunft der Einfluss der Militärs großes Gewicht erhalten wird, da in den nächsten fünf bis sieben Jahren militärische Basen auf dem Mond und dem Mars geplant sind, um die Erde polizeilich zu kontrollieren (police the earth). Quatermass ist empört und sieht darin Kriegsvorbereitungen. Der Minister wirft ihm daraufhin Naivität vor. Quatermass ist gegenüber der Politik in der schwächeren Position und muss akzeptieren, dass ihm Colonel Breen als Stellvertreter zur Seite gestellt wird.
Roney, der persönlich mit Quatermass bekannt ist, erscheint nach Beendigung der Konferenz im Ministerium und bittet den Professor um Hilfe bei der Identifizierung des gefundenen Objekts. Quatermass willigt ein und bittet Breen, sie zu begleiten, da der Colonel ein Spezialist für Bomben aus dem Zweiten Weltkrieg ist. Aber auch Breen kann die „Bombe“ nicht identifizieren. Da der aufgefundene Schädel sich oberhalb der „Bombe“ befunden hat, ist bewiesen, dass das Objekt mindestens das Alter des Schädels besitzt. Inzwischen hat das Räumkommando von einer Behörde die Mitteilung erhalten, dass in der Hobb’s Lane während des Krieges keine Bomben gefallen sind.
Quatermass geht daher davon aus, dass es sich bei dem Objekt um ein außerirdisches Raumschiff handelt. Diese These wird von Breen schärfstens abgelehnt. Er hält die „Bombe“ für eine bislang unbekannte deutsche Wunderwaffe in der Art der V2-Rakete. Bodenuntersuchungen mit einem Geigerzähler ergeben, dass der Untergrund und die Umgebung des Objekts schwach radioaktiv sind. Am Heck des Objekts tritt eine stärkere Strahlung auf. Auch das Alter der Strahlung wird auf rund fünf Millionen Jahre datiert.
Am Objekt ist ein großes Pentagramm eingraviert, das Roney in Verbindung mit okkulten Praktiken bringt. Von dem alten Ehepaar Chilcot, das bereits im Ersten Weltkrieg in der Hobb’s Lane wohnte, erfährt Quatermass, dass ein Jahr nach dem Generalstreik von 1926, also 1927, unheimliche Dinge im Nachbarhaus geschahen, bis die Bewohner auszogen. Das Haus steht daher seit 30 Jahren leer. Gegenstände hätten sich von selbst bewegt, unheimliche Geräusche seien zu hören gewesen, auch in den Wänden, und es wurden „Dinge gesehen“. Quatermass untersucht die Hausruine zusammen mit einem Polizisten, der sich dabei offensichtlich unwohl fühlt. An den Wänden finden sie riesige Kratzspuren, die von gigantischen Klauen zu sein scheinen. Der Polizist tut sie jedoch als Kinderstreiche ab. Quatermass sucht die evakuierten Chilcots in ihrer neuen Bleibe bei Miss Groome auf, die sich aufs Wahrsagen versteht. Mrs. Chilcot schildert noch einmal die aufgetretenen Poltergeistphänomene von 1927. Quatermass ist skeptisch, was ihm Miss Groom vorwirft: Er müsse an Geister glauben.
Bei ersten Bohrarbeiten erleidet der Soldat Webb einen Nervenzusammenbruch. Er meint, eine Figur, einen Zwerg, gesehen zu haben. Webb wird von seinen Vorgesetzten krankgemeldet mit der Auflage, sich nicht über den Vorfall zu äußern. Als versucht wird, das Objekt mit Hilfe eines Borazon-Bohrers zu öffnen, gerät es in Schwingungen und öffnet sich von selbst. Darin finden die Wissenschaftler drei mumifizierte Kadaver von dreibeinigen Heuschrecken, die eine Größe von rund einem Meter haben.
Für Quatermass und Roney steht außer Frage, dass es sich um Marsianer handelt. Als der Bohrfachmann Sladden in dem Objekt allein sein Werkzeug einsammelt, treten unsichtbare Kräfte auf, die Stromkabel und andere Gegenstände in Bewegung setzen und Sladden bedrohen. In Panik flieht er aus der Grube und sucht Schutz in einer Kirche, wo er von einem Vikar betreut wird. Sladden ist psychisch völlig zerrüttet. Der Vikar vermutet den Einfluss böser spiritueller Kräfte.
Bei Recherchen in einem Zeitungsarchiv und der Bibliothek von Westminster Abbey stellt sich heraus, dass im Gebiet der Hobb’s Lane bereits 1927, 1762 und 1341 vergleichbare Erscheinungen beobachtet wurden. Die Phänomene treten offenbar immer auf, wenn der Erdboden durch schwere Arbeiten erschüttert wird, wie der Bau einer U-Bahnlinie 1927, die Bohrung eines Brunnens 1762 oder die Rodung eines Waldes 1341 oder eben den aktuellen Bauarbeiten. Diese Erscheinungen wurden früher als „Teufelswerk“ interpretiert. Schließlich entdecken Roney und Quatermass zufällig, dass die „Hobb´s Lane“ früher „Hob’s Lane“ hieß. „Hob“ ist ein altertümlicher Name für den Teufel.
Da Sladden Visionen von früherem Leben auf dem Mars hatte, führen Quatermass und Roney mit Barbara, die sich als besonders sensibel gegenüber den auftretenden Phänomenen erwiesen hat, mit Roneys optischem Enzephalografen ein Experiment durch, bei dem Barbara die Vorgänge auf dem Mars vor rund fünf Millionen Jahren rekonstruieren kann. Es stellt sich heraus, dass die Affenmenschen menschliche Vorfahren sind, die von den insektenhaften Marsianern biologisch manipuliert wurden und telekinetische und telepathische Fähigkeiten besaßen. Ziel der Marsianer war die Kreation einer neuen Rasse zur Kolonialisierung der Erde durch Stellvertreter, da der Mars in absehbarer Zeit für die Marsianer unbewohnbar werden würde.
Doch bevor das Projekt umgesetzt werden konnte, brach zwischen den Marsianern ein brutaler Rassenkonflikt aus, der zu ihrem Untergang führte. Das Raumschiff in Knightsbridge war offenbar notgelandet, die Besatzung bestand aus drei Marsianern und einigen genetisch veränderten Affenmenschen. Deren telekinetischen und telepathischen Fähigkeiten wurden teilweise auf den heutigen Menschen weiter vererbt.
Quatermass und Roney erkennen, dass das freigelegte Raumschiff eine Energie besitzt, die auf Menschen übergreifen kann und zu „Marsianern“ macht. Quatermass warnt daher den Minister vor einer öffentlichen Besichtigung des Raumschiffs, da das Risiko unkalkulierbar ist. Doch der Minister lässt sich von Breen beeinflussen, der nun das Raumschiff nicht mehr für eine deutsche Wunderwaffe, sondern einen Propagandacoup hält, der langfristig Unruhe in der britischen Bevölkerung erzeugen soll. Der Minister gibt daher den Fundort zur Besichtigung frei. Neben Menschenmassen erscheint auch das Fernsehen.
Die Grube wird zu einem Medienspektakel. Durch einen Kurzschluss wird das Raumschiff durch ein Stromkabel des Fernsehens energetisch aufgeladen. Die Energien setzen die vererbten Fähigkeiten der Nachkommen der manipulierten Affenmenschen frei. London versinkt im Chaos. Auch Quatermass wird von der Energie erfasst und will Roney töten. Doch Roney gelingt es, Quatermass aus der Trance zu rütteln und mit Whisky wieder zur Vernunft zu bringen.
Durch die Energie des Raumschiffs wird ein riesiger Dämon in Gestalt der aufgefundenen Marsianer erzeugt. Roney erinnert sich, dass in der Vergangenheit Dämonen durch eine Kombination aus Eisen und Wasser bekämpft wurden. Quatermass versucht, den Dämon mit einer in feuchter Erde geerdeten Eisenkette zu vernichten. Er wird jedoch erneut beeinflusst und scheitert. Roney gelingt es daraufhin, die Kette in die Dämonen-Erscheinung zu schleudern. Es kommt zu einer gewaltigen Energie-Entladung, die den Dämon vernichtet, aber auch Roney tötet.
Die in Trance befindlichen Menschen erwachen und können sich an die Vorgänge nicht erinnern. Quatermass warnt davor, dass das marsianische Erbe immer noch im Menschen steckt und sich das Phänomen wiederholen könnte.

## Episoden
- 1. The Halfmen (Erstsendung am 22. Dezember 1958)
- 2. The Ghosts (Erstsendung am 29. Dezember 1958)
- 3. Imps and Demons (Erstsendung am 5. Januar 1959)
- 4. The Enchanted (Erstsendung am 12. Januar 1959)
- 5. The Wild Hunt (Erstsendung am 19. Januar 1959)
- 6. Hob (Erstsendung am 26. Januar 1959)

Ein zweiteiliger gekürzter Zusammenschnitt der Serie wurde am 26. Dezember 1959 (5 Million Years Old) und am 2. Januar 1960 (Hob) auf BBC ausgestrahlt.

## Bücher
Aufgrund des Erfolgs der Serie wurden die Szenarien aller drei Serien 1959/60 von Penguin Books als Taschenbücher publiziert.(Wade, S. 41.) 1978 erfolgte ein Reprint durch Arrows.

## Produktionsnotizen
Quatermass and the Pit war die dritte Fernsehserie nach The Quatermass Experiment (1953) und Quatermass II von 1955. Sie bilden eine lose Trilogie, in der der Charakter Bernard Quatermass von drei verschiedenen Darstellern verkörpert wurde. Im Februar 1957 hatte sich die BBC für die Produktion einer dritten Serie entschieden. Konkreter Hintergrund der Produktion waren einerseits die ersten sowjetischen und US-amerikanischen Satellitenstarts 1957/58 (Sputnikschock), die ein neues Interesse an Science Fiction hervorriefen, so wie ethnische Spannungen zwischen jamaikanischen Einwanderern und meist weißen Arbeitern im August 1958 in Nottingham bzw. Notting Hill (1958 Notting Hill race riots). 1996 erklärte Kneale rückblickend, dass er eine Erklärung für diese Hassausbrüche gesucht habe. Rassismus sei dem Menschen nicht angeboren. Er habe darüber spekuliert, ob dieser Rassismus von Außerirdischen in menschliche Vorfahren implantiert worden sein könnte.
Die Dreharbeiten begannen am 24. November 1958. Obwohl die Serie live gesendet wurde, waren rund 25 bis 50 % der Handlung jeder Episode bereits auf 35-mm-Film aufgenommen worden. Das Filmmaterial wurde während der Livesendung eingespielt. Die Aufnahmen fanden in den Hammersmith-Studios statt. Das marsianische Raumschiff bestand aus Fiberglas und war nach Kneale wohl die bis dahin größte und teuerste Filmrequisite, die die BBC bis zu diesem Zeitpunkt hergestellt hatte.(Wade, S. 40.) Die Produktionskosten betrugen 17.578 Pfund Sterling und setzten neue Standards für hochwertige dramatische Fernsehproduktionen.
André Morell war bereits 1953 für die erste Serie „The Quatermass Experiment“ für die Rolle des Quatermass vorgesehen gewesen, konnte sie jedoch aufgrund anderweitiger beruflicher Verpflichtungen nicht annehmen. Nach Wade ist seine Darstellung des Professors die beste Interpretation des Charakters überhaupt („the best Quatermass ever“).
Eine vierte Serie, Quatermass, wurde 1979 von ITV produziert. Obwohl Kneale auch für diese Serie die Drehbücher verfasste, konnte sie nicht an die Erfolge der vorherigen Produktionen anknüpfen.

## Überlieferung
Alle Episoden sind durch Kinescope-Kopien überliefert, die inzwischen digital aufgearbeitet wurden und seit 2018 auch in einer Blu-ray-Edition vorliegen. Eine DVD-Edition erschien bereits 2005 bei BBC Worldwide Ltd. in The Quatermass Collection. Sie enthält ein von Andrew Pixley verfasstes 47-seitiges Beiheft („Viewing notes“) mit ausführlichen Hintergrundinformationen zu allen drei Serien.